# Tito Henio Severo
Tito Henio Severo (en latín Titus Hoenius Severus) fue un senador romano del siglo II, natural de Fanum Fortunae (Fano, Italia) en Umbría, que desempeñó su carrera política bajo los imperio de Adriano y Antonino Pío.

## Carrera política
Su único cargo conocido fue el de consul ordinarius en 141, bajo Antonino Pío.

## Descendencia
Su hijo fue Tito Henio Severo, consul suffectus en 170, bajo Marco Aurelio.